# Igor Alekszandrovics Moiszejev
Igor Alekszandrovics Moiszejev (cirill betűkkel И́горь Алекса́ндрович Моисе́ев) (Kijev, 1906. január 21. - Moszkva, 2007. november 2.) orosz táncművész, koreográfus.

## Élete
Tanulmányait a Bolsoj Balettiskolában végezte.
1924–1939 között a Moszkvai Nagyszínház (Bolsoj) balett-táncosa, koreográfusa volt. 1937–től a Szovjetunió Állami Néptáncegyüttese művészeti vezetője volt. 1936-ban Moiszejev-együttes néven néptáncegyüttest szervezett.

## Művei
- Spartacus (1954)
- Orosz szvit
- Bulba
- Horumi
- Moldvai szvit
- Képek a múltból
- Egy nap a hajón
- A labdarúgó (1930)
- Partizánok

## Magyarul
- Orosz néptáncszvit; ford. Gara György, átdolg. B. Roboz Ágnes, ill. Benkő András; Zeneműkiadó, Bp., 1952